# A todo motor
A Todo Motor es un programa de televisión de Argentina sobre el automóvil, que se emite actualmente por Canal 26. Además de la conducción del expiloto Rubén Daray, cuenta con la colaboración de su sobrino Ezequiel Daray y el diseñador Pablo D'Angelo.
Se ha televisado en las pantallas de Canal 7 Argentina, América Sports, la señal de cable VCC, ESPN 2 y Fox Sports. Este programa comenzó a mediados de 1986, como un pequeño programa.
En el ciclo se entrevistaron a personajes como Juan Manuel Fangio, Froilán González y Juan María Traverso.
También se dictan charlas y conferencias de seguridad vial en ciudades de Argentina, por parte del conductor del programa.
El programa se emite los sábados a las 13 horas por Canal 26.

## Revista e Internet
A Todo Motor posee una revista desde hace más de diez años y un sitio web.